# Institut de médecine militaire de Samara
L'institut de médecine militaire de Samara (Самарский военно-медицинский институт) est un ancien établissement d'enseignement supérieur militaire préparant des médecins officiers de l'armée russe. Il a été fondé en 1939 en réorganisant l'institut de médecine de Kouïbychev de l'armée rouge et a été dissous en 2010 par ordre du ministre de la défense, Anatoli Serdioukov.

## L'académie de médecine militaire de Kouïbychev de l'Armée rouge

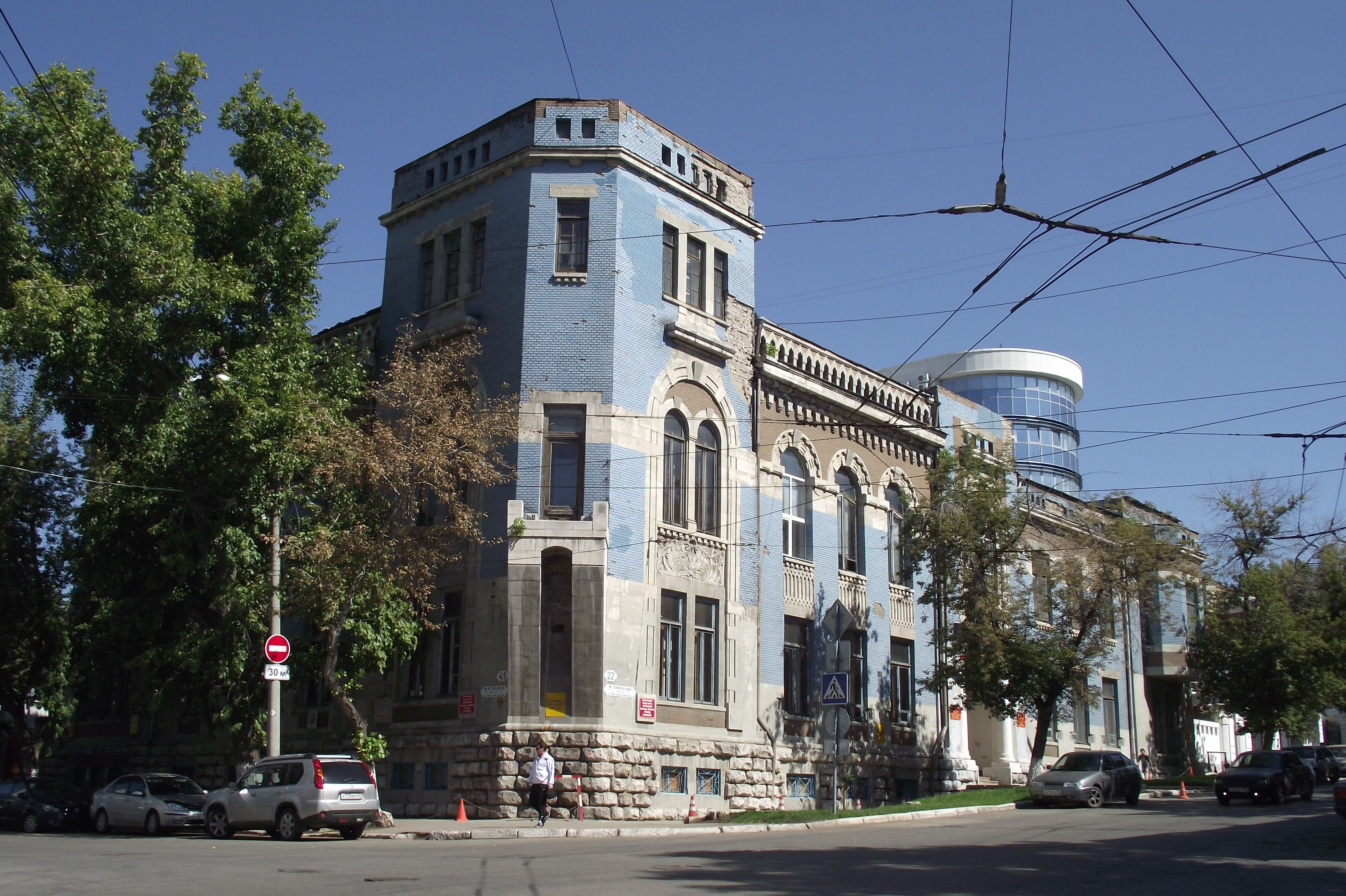
Bâtiment de l'administration de l'institut (situé dans l'ancien hôtel particulier Sourochnikov).

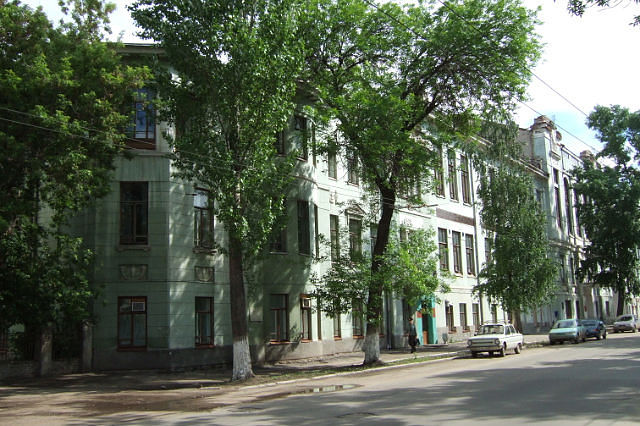
Bâtiment de salles de cours.

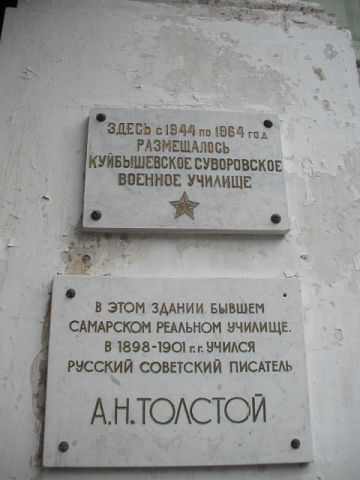
Institut de médecine militaire.

L'institut est fondé en 1939, conformément au décret du Conseil des commissaires du peuple de l'URSS du 1er février 1939 et à l'ordre du commissariat du peuple à la défense de l'URSS no 035 du 3 avril 1939, sur la base de l'institut de médecine de Kouïbychev (nom à l'époque de Samara); il est composé de 5 cours avec un nombre total de 1 500 étudiants,. Parmi les directeurs de chaires d'enseignement, les enseignants et les différents spécialistes militaires, l'on peut citer М. А. Аkhoutine, V. N. Arkhanguelski, A. Ya. Barabanov, А. S. Gueorguievski, Т. Е. Boldyrev, А. I. Starounine, etc. Des savants et médecins réputés y ont travaillé, comme I. А. Kliouss, А. N. Berkoutov, S. I. Banaïtis, N. I. Zavalichine, etc. Les cours commencent le 1er septembre 1939. À la fin de 1939 et au début de 1940, il y a 300 étudiants répartis en cinq années de cours. Une partie des enseignants est envoyée sur le front de la guerre soviéto-finlandaise neuf enseignants et étudiants sont décorés pour leur courage et leur héroïsme.
Le 1er septembre 1940, l'académie de médecine militaire de Kouïbychev, par ordre du commissaire du peuple à la défense de l'URSS du 24 août 1940 no 0195, a été réaffectée au chef de la direction sanitaire de l'Armée rouge.
Le 23 juin 1941, deux cents étudiants de 5e année sont envoyés en tant que médecins militaires sur le front Ouest et sur le front Sud-Ouest, le restant étant à disposition des troupes aériennes et du conseil militaire du district militaire d'Extrême-Orient. En août-octobre 1941 et en mars-septembre 1942, de nouvelles classes de diplômés sortent comme médecins militaires,.
En octobre 1942, l'académie de médecine militaire de Kouïbychev est supprimée (décret № 0660 du 28 septembre 1942) et devient une université de médecine civile. Les départements de médecine militaire sont déplacés, conjointement à l'académie de médecine militaire de l'Armée rouge Kirov de Léningrad, à Samarcande. Le personnel de l'académie, y compris son chef, le général de division du service médical V. I. Vilessov, part pour déployer une base d'entraînement dans un nouvel emplacement sur la base de l'institut de médecine de Samarcande. Le nouveau recteur de l'institut de médecine militaire de Kouïbychev est alors le colonel V. I. Saveliev; sous sa direction, ce sont cinq promotions de diplômés qui sortent, représentant 1 793 étudiants,. Plus de 70% des anciens étudiants sont décorés pour bravoure; ceux qui sont tombés au front ont leur nom gravés sur la plaque mémorielle de l'institut.

## Faculté de médecine militaire de Kouïbychev du ministère de la défense de l'URSS
La faculté de médecine militaire de Kouïbychev ouvre en 1951 et forme des médecins militaires jusqu'en 1958. Sept promotions de diplômés en sortent, représentant plus de 1 500 étudiants, dont 22  terminent avec une médaille d'or. Certains ont une carrière de premier rang, comme le général-major N. N. Kamenskov, le général-major P. P. Korotkikh, le général-major A. A. Kouryguine, le général-major O. I. Nikonov, le général-major You. G. Chapochnikov. En 1958, la faculté, comme les autres facultés de médecine militaire dans le pays, est supprimée.

## Faculté de médecine militaire du ministère de la défense de l'URSS de Kouïbychev et faculté de médecine militaire de Samara
La faculté de médecine militaire de l'institut de médecine Oulianov de Kouïbychev est formée par un décret du 30 décembre 1964 par le conseil des ministres de l'URSS avec 400 étudiants sous la direction du colonel G. D. Nevmerjinski jusqu'en 1980. En 1976, le nombre d'étudiants est de 1 040. En 1985, on ouvre les cours de stomatologie et de 1990 à 1998, les femmes sont admises. En 1994, on ouvre un internat de médecine pour les étudiants préparant une spécialité.

## Institut de médecine militaire de Samara du ministère de la défense de la fédération de Russie

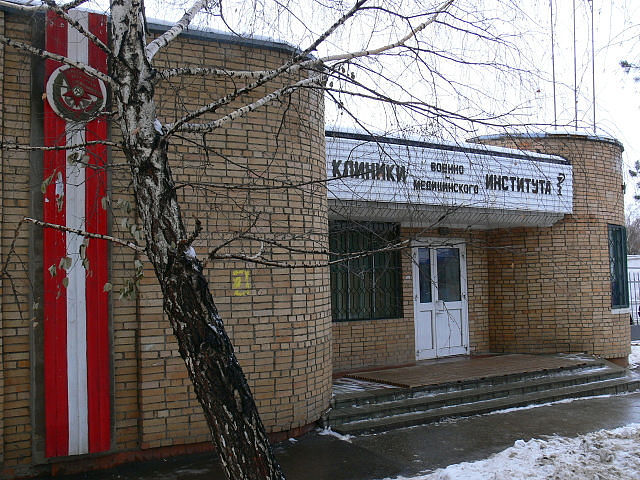
Cliniques de l'institut sur la base de l'ancien hôpital militaire de l'okroug de la Volga; puis succursale de l'hôpital militaire de l'okroug central.

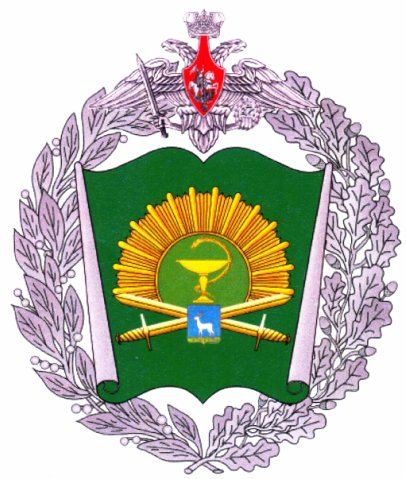
Emblème des dernières années.

Le 29 août 1998,, d'après un décret du ministère de la défense de la fédération de Russie, l'académie devient un institut de médecine militaire,.
Les spécialités de l'institut comprennent la médecine générale, la médecine préventive, la stomatologie. Il y a des facultés de formation de premier cycle (l'admission des étudiants s'effectue après la 4e année des universités de médecine civiles et après la 3e année dans la spécialité stomatologie) et des formations complémentaires post-universitaires ( internat, résidence, cours de spécialisation pour médecins, formation avancée pour médecins, recyclage de médecins, école post-diplôme (dite adjointe). Le journal Le Médecin militaire («Военный медик») est publié à cette époque. Les étudiants de l'institut (avant la formation de l'institut - étudiants de la faculté) participent aux défilés militaires de la ville de Samara (ex-Kouïbychev).

## Réforme et suppression
En 2008, l'institut devient une succursale de l'académie de médecine militaire Kirov de Saint-Pétersbourg.
En 2010, faisant suite à la réforme des forces armées de Russie de 2008, l'institut de médecine militaire de Samara est supprimé, ainsi que celui de Tomsk et de Saratov,.
Après cette suppression, le bâtiment principal passe au département des finances du ministère de la défense de la fédération de Russie pour l'oblast de Samara.

## Spécialités
- Médecine préventive (épidémiologie, hygiène, microbiologie)
- Médecine générale (thérapie, chirurgie, pratique générale)
- Stomatologie